# Palaeoichneumoninae
Palaeoichneumoninae (лат.) — вымершее подсемейство наездников семейства Ichneumonidae. Известны из нижнего мела Забайкалья (Бурятия) и Монголии.

## Описание
По морфологии занимают промежуточное положение между древнейшим подсемейством Tanychorinae и другими ихневмонидами. Имеют более мелкую чем у Tanychorinae вторую субмаргинальную ячейку переднего крыла (areolet), но с развитыми жилками 3RSa и 1Ma. Впервые было выделено в 2009 году российским палеоэнтомологом Дмитрием Копыловым (ПИН РАН, Москва, Россия) по ископаемым материалам, обнаруженным в меловых отложениях России и Монголии.

## Классификация
В подсемейство включены 3 вымерших родов и 12 вымерших видов.
- Dischysma Kopylov, 2009
  - Dischysma maculata; Dischysma ramulata; Dischysma similis
- Palaeoichneumon Kopylov, 2009
  - Palaeoichneumon danu; Palaeoichneumon freja; Palaeoichneumon micron; Palaeoichneumon mirabilis; Palaeoichneumon ornatus; Palaeoichneumon tenebrosus; Palaeoichneumon townesi
- Rudimentifera Kopylov, 2009
  - Rudimentifera mora; Rudimentifera suspecta